# Gomphrena schinziana
Gomphrena schinziana là loài thực vật có hoa thuộc họ Dền. Loài này được Stuchlík mô tả khoa học đầu tiên năm 1912.